# Go Live (album)
 (octobre 2024).
La mise en forme du texte ne suit pas les recommandations de Wikipédia : il faut le « wikifier ».
Les points d'amélioration suivants sont les cas les plus fréquents. Le détail des points à revoir est peut-être précisé sur la page de discussion.
- Les titres sont pré-formatés par le logiciel. Ils ne sont ni en capitales, ni en gras.
- Le texte ne doit pas être écrit en capitales (les noms de famille non plus), ni en gras, ni en italique, ni en « petit »…
- Le gras n'est utilisé que pour surligner le titre de l'article dans l'introduction, une seule fois.
- L'italique est rarement utilisé : mots en langue étrangère, titres d'œuvres, noms de bateaux, etc.
- Les citations ne sont pas en italique mais en corps de texte normal. Elles sont entourées par des guillemets français : « et ».
- Les listes à puces sont à éviter, des paragraphes rédigés étant largement préférés. Les tableaux sont à réserver à la présentation de données structurées (résultats, etc.).
- Les appels de note de bas de page (petits chiffres en exposant, introduits par l'outil «  Source ») sont à placer entre la fin de phrase et le point final[comme ça].
- Les liens internes (vers d'autres articles de Wikipédia) sont à choisir avec parcimonie. Créez des liens vers des articles approfondissant le sujet. Les termes génériques sans rapport avec le sujet sont à éviter, ainsi que les répétitions de liens vers un même terme.
- Les liens externes sont à placer uniquement dans une section « Liens externes », à la fin de l'article. Ces liens sont à choisir avec parcimonie suivant les règles définies. Si un lien sert de source à l'article, son insertion dans le texte est à faire par les notes de bas de page.
- La présentation des références doit suivre les conventions bibliographiques. Il est recommandé d'utiliser les modèles {{Ouvrage}}, {{Chapitre}}, {{Article}}, {{Lien web}} et/ou {{Bibliographie}}. Le mode d'édition visuel peut mettre en forme automatiquement les références.
- Insérer une infobox (cadre d'informations à droite) n'est pas obligatoire pour parachever la mise en page.

Pour une aide détaillée, merci de consulter Aide:Wikification.
Si vous pensez que ces points ont été résolus, vous pouvez retirer ce bandeau et améliorer la mise en forme d'un autre article.
Albums de Stray Kids
SKZ2020 All In
Go Live (écrit tout en majuscules ; coréen : GO生; RR: Gosaeng ) est le premier album studio du boy group sud-coréen Stray Kids. Il est publié par JYP Entertainment le 17 juin 2020 et distribué via Dreamus. Le single principal, « God's Menu », sort le même jour. La version rééditée de l'album, intitulée In Life (écrit tout en majuscules ; coréen : IN生; RR: Insaeng) sort le 14 septembre 2020, avec huit nouveaux titres, dont la chanson principale  « Back Door ».

## Contexte et publication
Le 27 mai 2020, le groupe annonce sur son compte Twitter officiel la sortie pour le 17 juin 2020 de Go Live, son premier album complet. Les membres Bang Chan, Changbin et Han ont considérablement participé à l'écriture et la production de l'album en tant que sous-groupe « 3Racha ».
Le titre de l'album, prononcé gosaeng ( coréen : 고생; Hanja : 苦生) en coréen, se traduit par « difficulté », ce qui correspond à l'un des thèmes centraux de l'album. Le titre anglais de l'album fait référence au désir du groupe de continuer d'avancer et de vivre sans inhibitions. Les membres du groupe déclarent que ce projet impliquait l'expérimentation d'une variété de genres musicaux allant du trap à l'EDM en passant par le hip hop et le rock acoustique.

## Performance commerciale
Go Live fait ses débuts en tête du classement hebdomadaire du Gaon Album Chart, mais aussi à la cinquième place du classement mensuel avec 243 462 exemplaires vendus, devenant ainsi l'album le plus vendu de Stray Kids à l'époque. En août 2020, l'album est certifié Platine par le Gaon Chart (ventes de 250 000 exemplaires), devenant ainsi le premier album du groupe à atteindre ce niveau.
Le single « God's Menu » fait ses débuts à la 144e place du Gaon Weekly Download Chart (classement Gaon des téléchargements hebdomadaires), devenant le premier single du groupe à figurer dans ce classement. C'est aussi leur premier single à figurer dans le classement numérique principal de Gaon (qui combine toutes les formes numériques de consommation de musique).

## Distinctions
La version rééditée In Life reçoit une nomination dans la catégorie Album Bonsang aux 35e Golden Disc Awards, mais ne gagne pas. Go Live est nommé 10e meilleur album K-pop de 2020 par Billboard, tandis que la version rééditée est nommée l'un des meilleurs albums K-pop de l'année par plusieurs publications, dont Rolling Stone India (6e), Young Post (10e), South China Morning Post, et Time.
Le single « Back Door » remporte deux récompenses dans des programmes musicaux lors de l'épisode du 23 septembre de Show Champion et de l'épisode du 24 septembre 2020 de M Countdown,. Il figure sur les listes de fin d'année des meilleures chansons K-pop de 2020 de plusieurs publications, dont Billboard (10e), Dazed (5e), Paper (2e), Time (8e), tandis que le morceau "Any" se classe 7e sur la liste MTV News des meilleures B-sides (les morceaux autres que la chanson principale) de K-pop de l'année.

## Liste des titres
| N°  | Titre                                         | Paroles                                               | Musique                                                                               | Composition                                      | Durée |
| --- | --------------------------------------------- | ----------------------------------------------------- | ------------------------------------------------------------------------------------- | ------------------------------------------------ | ----- |
| 1.  | "Go Live" (GO生)                              | Bang Chan (3Racha) - Changbin (3Racha) - Han (3Racha) | Bang Chan - Changbin - Han - Amanda MNDR Warner - Peter Wade Keusch                   | Amanda MNDR Warner - Peter Wade Keusch           | 1:51  |
| 2.  | "God's Menu" (神메뉴)                         | Bang Chan - Changbin - Han                            | Bang Chan - Changbin - Han - Versachoi                                                | Versachoi                                        | 2:48  |
| 3.  | "Easy"                                        | Bang Chan - Changbin - Han                            | Bang Chan - Changbin - Han - Michael Daley - Mike J - Henry Oyekanmi - Mitchell Owens | Michael Daley - Mitchell Owens                   | 3:03  |
| 4.  | "Pacemaker"                                   | Bang Chan - Changbin - Han - Jinri (Full8loom)        | Bang Chan - Changbin - Han - Jinri - Glory Face (Full8loom) - Jake K (Artiffect)      | Glory Face - Jake K                              | 3:11  |
| 5.  | "Airplane" (비행기)                           | MosPick - $un - Young Chance - Bang Chan - Changbin   | MosPick - $un - Young Chance - Bang Chan - Changbin                                   | MosPick - $un                                    | 3:35  |
| 6.  | "Another Day" (일상)                          | Han                                                   | Han - Bang Chan                                                                       | Bang Chan                                        | 2:47  |
| 7.  | "Phobia"                                      | Bang Chan - Changbin - Han - Versachoi                | Versachoi - Albin Nordqvist                                                           | Versachoi                                        | 3:33  |
| 8.  | "Blueprint" (청사진)                          | Lee Seu-ran - Earattack - Bang Chan - Changbin - Han  | Earattack - Eniac                                                                     | Earattack - Eniac                                | 4:11  |
| 9.  | "Ta" (타)                                     | Bang Chan - Changbin - Han                            | Bang Chan - Changbin - Han - Lee Hae-sol                                              | Lee Hae-sol                                      | 3:29  |
| 10. | "Haven"                                       | Bang Chan                                             | Bang Chan - Versachoi                                                                 | Bang Chan - Versachoi                            | 3:20  |
| 11. | "Top" (bande-son originale de Tower of God)   | Armadillo - Bang Chan - Changbin - Han                | Armadillo - Bang Chan - Changbin - Han - Rangga- Gwon Yeong-chan                      | Armadillo - Bang Chan - Rangga - Gwon Yeong-chan | 3:06  |
| 12. | "Slump" (bande-son originale de Tower of God) | Han                                                   | Han - Bang Chan                                                                       | Bang Chan                                        | 2:12  |
| 13. | "Mixtape: Gone Days"                          | Bang Chan                                             | Bang Chan - Trippy                                                                    | Giriboy - Minit                                  | 3:15  |
| 14. | "Mixtape: On Track" (바보라도 알아)           | Changbin - KZ - B.O.                                  | Changbin - KZ - Tae Bong-ee - B.O.                                                    | KZ - Tae Bong-ee                                 | 3:28  |

Durée totale : 43:49
| N° | Titre                                       | Paroles                                    | Musique                                                             | Composition                            | Durée |
| -- | ------------------------------------------- | ------------------------------------------ | ------------------------------------------------------------------- | -------------------------------------- | ----- |
| 1. | "The Tortoise and the Hare" (토끼와 거북이) | Bang Chan - Changbin - Han                 | Bang Chan - Changbin - Han - Amanda MNDR Warner - Peter Wade Keusch | Amanda MNDR Warner - Peter Wade Keusch | 3:44  |
| 2. | "Back Door"                                 | Bang Chan - Changbin - Han                 | Bang Chan - Changbin - Han - HotSauce                               | HotSauce - Bang Chan                   | 3:09  |
| 3. | "B Me                                       | Bang Chan - Changbin - Han - Earattack     | Bang Chan - Changbin - Han - Earattack                              | Earattack - Larmook                    | 3:25  |
| 4. | "Any" (아니)                                | Bang Chan - Changbin - Han                 | Bang Chan - Changbin - Han - Matluck - Tele                         | Tele - Bang Chan                       | 2:49  |
| 5. | "Ex" (미친 놈)                              | Bang Chan - Changbin                       | Bang Chan - Changbin - HotSauce                                     | HotSauce                               | 3:37  |
| 6. | "We Go" (Bang Chan, Changbin, Han)          | Bang Chan - Changbin - Han                 | Bang Chan - Nick Furlong - Dallas Koehlke                           | DallasK - Bang Chan                    | 2:38  |
| 7. | "Wow" (Lee Know, Hyunjin, Felix)            | Lee Know - Hyunjin - Felix - Kass          | Christopher Worthly - Massimo Del Gaudio - Andreas Ringblom         | Andreas Ringblom                       | 3:14  |
| 8. | "My Universe" (Seungmin, I.N avec Changbin) | Iggy - Ung Kim - Changbin - Seungmin - I.N | Iggy - Ung Kim                                                      | Ung Kim                                | 3:23  |

Durée totale: 55:56
Remarques
- « Go Live » et « Ta » sont stylisés tout en majuscules.
- Prononciation et traduction des titres coréens des morceaux:
  - " GO生" se prononce Gosaeng.
  - "神메뉴" se prononce Shinme-nyu.
  - " 비행기" se prononce Bihaenggi.
  - " 일상" (Ilsang) signifie "vie quotidienne".
  - " 청사진" se prononce Cheongsajin.
  - " 바보라도 알아" (Baborado ara) signifie "même un imbécile le sait".
  - " 토끼와 거북이" se prononce Tokkiwa Geobugi.
  - " 아니" ( Ani ) signifie "non".
  - " 미친놈" (Michin nom) signifie "personne folle" (mot insultant en coréen).
- Après les morceaux bonus de In Life, les chansons de Go Live commencent directement par « God's Menu » et se terminent sur « Haven », en omettant les titres 1 et 11-14.

## Crédits et auteurs
Crédits adaptés de Melon,.

### Go Live
- Bang Chan (3Racha) – chanteur, choriste (titres 3, 4, 7, 11, 12, 13), parolier (tous les titres sauf 6, 12, 14), compositeur (tous les titres sauf 7, 8, 14), arrangeur (titres 6, 10, 11, 12), programmeur informatique (titres 6, 11, 12), guitariste (titre 10)
- Changbin (3Racha) – chanteur, choriste (titre 11), refrain (titre 14), parolier (tous les titres sauf 6, 10, 12, 13), compositeur (tous les titres sauf 6, 7, 8, 10, 12, 13)
- Han (3Racha) – chanteur, choriste (titres 6, 11, 12), parolier (tous les titres sauf 5, 10, 13, 14), compositeur (tous les titres sauf 5, 7, 8, 10, 13, 14)
- Lee Know – chanteur
- Hyunjin – chanteur
- Felix – chanteur
- Seungmin – chanteur, choriste (titre 7), refrain (titre 14)
- I.N – chanteur
- Amanda MNDR Warner – compositeur (titre 1), arrangeur (titre 1), programmeur informatique (titre 1)
- Peter Wade Keusch – compositeur (titre 1), arrangeur (titre 1), programmeur informatique (titre 1)
- Versachoi – parolier (titre 7), compositeur (titre 2, 7, 10), arrangeur (titre 2, 7, 10), programmeur informatique (titre 2, 7, 10), batteur (titre 2, 7, 10), claviériste (titre 7, 10), guitariste (titre 7), bassiste (titre 7, 10)
- Mike Daley – compositeur (titre 3), arrangeur (titre 3), instrumentaliste (titre 3), programmeur informatique (titre 3)
- Mike J – compositeur (titre 3), choriste (titre 3)
- Henry Oyekanmi – compositeur (titre 3)
- Mitchell Owens – compositeur (titre 3), arrangeur (titre 3), instrumentaliste (titre 3), programmeur informatique (titre 3)
- Jinri (Full8loom) – parolier (titre 4), compositeur (titre 4), choriste (titre 4),
- Glory Face (Full8loom) – compositeur (titre 4), arrangeur (titre 4)
- Jake K (ARTiffect) – compositeur (titre 4), arrangeur (titre 4), instrumentaliste (titre 4), programmeur informatique (titre 4)
- MosPick – parolier (titre 5), compositeur (titre 5), arrangeur (titre 5)
- $un – parolier (titre 5), compositeur (titre 5), arrangeur (titre 5)
- Young Chance – parolier (titre 5), compositeur (titre 5), refrain (titre 5)
- Albin Nordqvist – compositeur (titre 7)
- Lee Seu-ran – parolier (titre 8)
- earattack – parolier (titre 8), compositeur (titre 8), arrangeur (titre 8), programmeur informatique (titre 8), choriste (titre 8)
- Eniac – compositeur (titre 8), arrangeur (titre 8), programmeur informatique (titre 8)
- Lee Hae-sol – compositeur (titre 9), arrangeur (titre  9), synthésiste (titre 9), claviériste (titre 9), programmeur de batterie (titre 9), éditeur vocal (titre 9)
- Armadillo – parolier (titre 11), compositeur (titre 11), arrangeur (titre 11), programmeur informatique (titre 11)
- Rangga – compositeur (titre 11), arrangeur (titre 11), programmeur informatique (titre 11)
- Gwon Yeong-chan – compositeur (titre 11), arrangeur (titre 11)
- Trippy – compositeur (titre 13)
- Giriboy – arrangeur (titre 13), instrumentaliste (titre 13), programmeur informatique (titre 13)
- Minit – arrangeur (titre 13), instrumentaliste (titre 13), programmeur informatique (titre 13)
- KZ – parolier (titre 14), compositeur (titre 14), arrangeur (titre 14), programmeur MIDI (titre 14), pianiste (titre 14), pianiste électronique (titre 14), batteur (titre 14), bassiste (titre  14), refrain (titre 14)
- B.O. – parolier (titre 14), compositeur (titre 14), refrain (titre 14)
- Tae Bongee – compositeur (titre 14), arrangeur (titre 14), programmeur MIDI (titre 14), guitariste (titre 14), pianiste électronique (titre 14), batteur (titre 14)
- PLZY – choriste (titre 11)
- Kang Dong-ha – piano (titre 5)
- Jukjae – guitariste (titre 6), producteur de chœurs (titre 6)
- Kim Jong-sung – guitariste (titre 8)
- Kim Jwa-young – bassiste (titre 8)
- Jang Jun-ho – instrumentaliste (titre 4), programmeur informatique (titre 4)
- Uhm Se-hee – enregistreur (titres 1, 3, 4, 6, 10, 14)
- Lee Sang-yeob – enregistreur (titre 2)
- Choi Hye-jin – enregistreur (titre 5, 7, 8, 9)
- EJO IM (Imagine Muzik) – enregistreur (titre 11, 12)
- Seoko IM – enregistreur (titre 12), éditeur numérique (titre 12)
- Kim Min-hee – enregistreur (titre 13)
- Lee Kyung-won – chanteur-éditeur (titres 2,7)
- Jang Han-soo – chanteur-éditeur (titres 6, 9), mixeur (titre 1)
- YUE – chanteur-éditeur (titre 3)
- Who's H – chanteur-éditeur (titre 14)
- Jung Yu-ra – éditeur numérique (titres 8, 11)
- Manny Marroquin – mixeur (titre 2)
- Im Hong-jin – mixeur (titres 3, 5, 9, 10)
- Lee Tae-seob – mixeur (titres 4, 6, 8, 11)
- Jay-p Gu – mixeur (titre 7)
- Shin Bong-won – mixeur (titre 12)
- Bae Jae-han – mixeur (titre 13), expert (titre 13)
- Phil Tan – mixeur (titre 14)
- Chris Galland – ingénieur de mixage (titre 2)
- Robin Florent – assistant d'ingénieur de mixage (titre 2)
- Bill Zimmerman – ingénieur supplémentaire (titre 14)
- Park Jeong-eon – expert (tous les titres sauf 2, 11, 12, 13, 14)
- Chris Gehringer – expert (titres 2, 14)
- Will Quinnell – assistant d'expert (titres 2, 14)
- Kwon Nam-woo – expert (titres 11, 12)

### In Life
Remarque : uniquement les nouveaux titres (1 à 8)
- Bang Chan (3Racha) – chanteur (tous les titres sauf 7, 8), parolier (tous les titres sauf 7, 8), compositeur (tous les titres sauf 7, 8), arrangeur (titres 2, 4, 6), programmeur informatique (titre 2, 4), choriste (titres 2, 4, 5), instrumentaliste (titre 4)
- Changbin (3Racha) – chanteur (tous les titres sauf le 7), parolier (tous les titres sauf le 7), compositeur (tous les titres sauf 7, 8), choriste (titres 2, 5)
- Han (3Racha) – chanteur (tous les titres sauf 7, 8), parolier (tous les titres sauf 5, 7, 8), compositeur (tous les titres sauf 5, 7, 8), choriste (titre 2)
- Lee Know – chanteur (tous les titres sauf 6, 8), parolier (titre 7)
- Hyunjin – chanteur (tous les titres sauf 6, 8), parolier (titre 7)
- Felix – chanteur (tous les titres sauf 6, 8), parolier (titre 7)
- Seungmin – chanteur (tous les titres sauf 6, 7), parolier (titre 8), choriste (titres 2, 5, 8)
- I.N – chanteur (tous les titres sauf 6, 7), parolier (titre 8)
- Amanda MNDR Warner – compositeur (titre 1), arrangeur (titre 1), programmateur informatique (titre 1)
- Peter Wade Keusch – compositeur (titre 1), arrangeur (titre 1), programmateur informatique (titre 1)
- HotSauce – compositeur (titres 2, 5), arrangeur (titres 2, 5), programmateur informatique (titres 2, 5), guitariste (titres 2, 5), claviériste (titres 2, 5), programmeur de batterie (titres 2, 5)
- earattack – parolier (titre 3), compositeur (titre 3), arrangeur (titre 3), programmateur informatique (titre 3), choriste (titre 3)
- Matluck – compositeur (titre 4)
- Tele – compositeur (titre 4), arrangeur (titre 4), programmateur informatique (titre 4), instrumentaliste (titre 4)
- Nick Furlong – compositeur (titre 6), instrumentaliste (titre 6)
- DallasK – compositeur (titre 6), arrangeur (titre 6), instrumentaliste (titre 6)
- Kass – parolier (titre 7)
- Christopher Wortley – compositeur (titre 7)
- Massimo Del Gaudio – compositeur (titre 7)
- Andreas Ringblom – compositeur (titre 7), arrangeur (titre 7), programmeur informatique (titre 7), échantillons vocaux (titre 7)
- Iggy – parolier (titre 8), compositeur (titre 8)
- Ung Kim – parolier (titre 8), compositeur (titre 8), arrangeur (titre 8), bassiste (titre 8), synthésiste (titre 8), pianiste (titre 8),
- Kim Ji-sang – guitariste (titre 8)
- Yoon Do-hyun – choriste (titre 8)
- Lee Kyung-won – chanteur-éditeur (titres 2, 4, 5)
- Uhm Se-hee – enregistreur (titres 1, 2, 4)
- Park Eun-jung – enregistreur (titre 3), mixeur (titre 4)
- Choi Hye-jin – enregistreur (titre 5)
- Jeremy Simoneaux – enregistreur (titre 6)
- Jung Eun-kyung – enregistreur (titres 6, 8)
- Kim Eun-cheol – enregistreur (titre 7)
- Jung Yu-ra – éditeur numérique (titre 3)
- Jang Han-soo – mixeur (titre1)
- Manny Marroquin – mixeur (titre 2)
- Lee Tae-seob – mixeur (titres 3, 6, 8)
- Ko Hyun-jung – mixeur (titre 5)
- Im Hong-jin – mixeur (titre 7)
- Chris Galland – ingénieur de mixage (titre 2)
- Robin Florent – assistant d'ingénieur de mixage (titre 2)
- Park Jeong-eon – expert (tous les titres sauf le 2)
- Chris Gehringer – expert (titre 2)

## Classement
Classements hebdomadaires
| Classement (2020-2022)                             | Meilleure position |
| -------------------------------------------------- | ------------------ |
| Albums autrichiens (Ö3 Austria)                    | 27                 |
| Albums belges (Ultratop Flanders)                  | 42                 |
| Albums belges (Ultratop Wallonia)                  | 69                 |
| Albums internationaux croates (HDU)                | 29                 |
| Albums danois (Hitlisten)                          | 38                 |
| Albums finlandais (Suomen virallinen lista)        | 38                 |
| Albums français (SNEP)                             | 54                 |
| Albums allemands (Offizielle Top 100)              | 13                 |
| Albums hongrois (MAHASZ)                           | 10                 |
| Albums japonais (Oricon)                           | 6                  |
| Albums japonais téléchargés (Billboard)            | 40                 |
| Albums polonais (ZPAV)                             | 5                  |
| Albums sud-coréens (Gaon)                          | 1                  |
| Albums espagnols (PROMUSICAE)                      | 43                 |
| Albums suisses (Schweizer Hitparade)               | 43                 |
| Albums téléchargés au Royaume-Uni (OCC)            | 69                 |
| Heatseekers Albums des États-Unis (Billboard)      | 3                  |
| Independent Albums des États-Unis (Billboard)      | 29                 |
| Top Albums Sales des États-Unis (Billboard)        | 26                 |
| Top Current Album Sales des États-Unis (Billboard) | 22                 |
| World Albums des États-Unis (Billboard)            | 4                  |

| Classement (2020-2022)                             | Meilleure position |
| -------------------------------------------------- | ------------------ |
| Albums belges (Ultratop Flanders)                  | 36                 |
| Albums belges (Ultratop Wallonia)                  | 53                 |
| Albums internationaux croates (HDU)                | 30                 |
| Albums tchèques (ČNS IFPI)                         | 98                 |
| Albums danois (Hitlisten)                          | 27                 |
| Albums néerlandais (Album Top 100)                 | 78                 |
| Albums finlandais (Suomen virallinen lista)        | 39                 |
| Albums hongrois (MAHASZ)                           | 5                  |
| Hot Albums japonais (Billboard Japan)              | 45                 |
| Albums polonais (ZPAV)                             | 8                  |
| Albums sud-coréens (Gaon)                          | 1                  |
| Albums téléchargés du Royaume-Uni (OCC)            | 53                 |
| Independent Album Breakers au Royaume-Uni (OCC)    | 20                 |
| Heatseekers Albums des États-Unis (Billboard)      | 4                  |
| Independent Albums des États-Unis (Billboard)      | 50                 |
| Top Current Album Sales des États-Unis (Billboard) | 100                |
| World Albums des États-Unis (Billboard)            | 4                  |

Classements de fin d'année
| Classement (2020)         | Position |
| ------------------------- | -------- |
| Albums japonais (Oricon)  | 85       |
| Albums sud-coréens (Gaon) | 27       |
| Classement (2021)         | Position |
| Albums sud-coréens (Gaon) | 95       |

| Classement (2020)         | Position |
| ------------------------- | -------- |
| Albums hongrois (MAHASZ)  | 65       |
| Albums sud-coréens (Gaon) | 22       |
| Classement (2021)         | Position |
| Albums hongrois (MAHASZ)  | 86       |
| Albums sud-coréens (Gaon) | 84       |
| Classement (2022)         | Position |
| Albums hongrois (MAHASZ)  | 85       |

### Classement des singles
| Classement (2020)                                   | Meilleure position |
| --------------------------------------------------- | ------------------ |
| Global 200 (Billboard)                              | 169                |
| Hungary (SIngle Top 40)                             | 36                 |
| Hot singles de Nouvelle-Zélande (RMNZ)              | 23                 |
| Singapoure (RIAS)                                   | 22                 |
| Téléchargements en Corée du Sud (Gaon)              | 11                 |
| Corée du Sud (K-pop 100)                            | 79                 |
| World Digital Song Sales des États-Unis (Billboard) | 2                  |

## Certifications
| Région                                                       | Certification | Unités/ventes certfiées |
| ------------------------------------------------------------ | ------------- | ----------------------- |
| Corée du Sud (KMCA)                                          | 3x Platine    | 750 000^                |
| ^ Données d'expédition s'appuyant sur la certification seule |               |                         |

| Région                                                       | Certification | Unités/ventes certfiées |
| ------------------------------------------------------------ | ------------- | ----------------------- |
| Corée du Sud (KMCA)                                          | 3x Platine    | 750 000^                |
| ^ Données d'expédition s'appuyant sur la certification seule |               |                         |

## Historique des publications
| Pays         | Date              | Format                                 | Travail | Label         |
| ------------ | ----------------- | -------------------------------------- | ------- | ------------- |
| Divers       | 17 juin 2020      | Téléchargement numérique et visionnage | Go Live | JYP - Dreamus |
| Corée du Sud | 17 juin 2020      | CD                                     | Go Live | JYP - Dreamus |
| Divers       | 14 septembre 2020 | Téléchargement numérique et visionnage | In Life | JYP - Dreamus |
| Corée du Sud | 14 septembre 2020 | CD                                     | In Life | JYP - Dreamus |

## Remarques
a. Les ventes de Go Live et de sa version rééditée In Life sont combinées dans Oricon. À la suite de la sortie de la version rééditée, Go Live est entré de nouveau dans le classement des albums Oricon à la 11e place.